# Vepris stolzii
Vepris stolzii är en vinruteväxtart som beskrevs av Verdoorn. Vepris stolzii ingår i släktet Vepris och familjen vinruteväxter. Inga underarter finns listade i Catalogue of Life.